# Tillandsia cuatrecasasii
Tillandsia cuatrecasasii är en gräsväxtart som beskrevs av Lyman Bradford Smith. Tillandsia cuatrecasasii ingår i släktet Tillandsia och familjen Bromeliaceae. Inga underarter finns listade i Catalogue of Life.